# NGC 7577
NGC 7577 is een spiraalvormig sterrenstelsel in het sterrenbeeld Vissen. Het hemelobject werd op 7 oktober 1885 ontdekt door de Franse astronoom Guillaume Bigourdan.

## Synoniemen
- PGC 70947